# Kichijōten

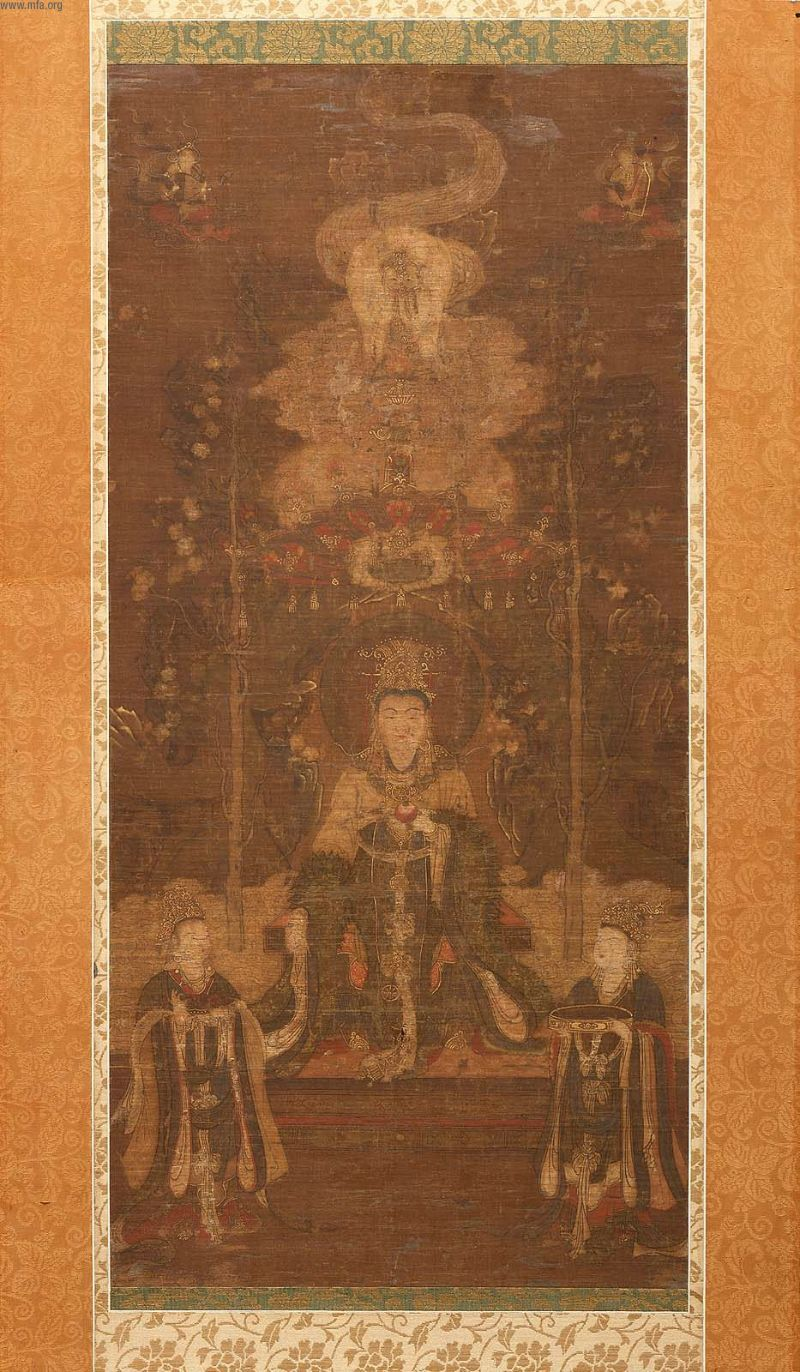

Cát Tường Thiên (chữ Hán: 吉祥天, Nhật ngữ: Kichijōten) là một nữ thần Nhật Bản. Được du nhập từ hình ảnh nữ thần Lakshmi (La Khất Thập Mật) trong Ấn giáo, đôi khi bà cũng nằm trong Thất Phước Thần, thay thế cho Thọ Lão Nhân. Bà là nữ thần tượng trưng cho sự hạnh phúc, sanh sôi và sắc đẹp.